# Milán-San Remo 1946
La Milán-San Remo 1946 fue la 37.ª edición de la Milán-San Remo. La carrera se disputó el 19 de marzo de 1946, después de dos años en los que no se celebró a causa de la Segunda Guerra Mundial. El vencedor final fue el italiano Fausto Coppi, que se impuso en solitario en la meta de San Remo. De esta manera, conseguía su primera de las tres victorias que se adjudicó en esta carrera.
115 ciclistas tomaron parte, acabando 63 de ellos.

## Clasificación final
| Posición | Ciclista           | Equipo  | Tiempo     |
| -------- | ------------------ | ------- | ---------- |
| 1        | Fausto Coppi       | Bianchi | 8h 09' 00" |
| 2        | Lucien Teisseire   | Ray     | + 14' 00"  |
| 3        | Mario Ricci        | Legnano | + 18' 30"  |
| 4        | Gino Bartali       | Legnano | m. t.      |
| 5        | Severino Canavesi  | Bianchi | m. t.      |
| 6        | Vito Ortelli       | Benotto | m. t.      |
| 7        | Adolfo Leoni       | Bianchi | m. t.      |
| 8        | Osvaldo Bailo      | Tebag   | m. t.      |
| 9        | Salvatore Crippa   | Welter  | m. t.      |
| 10       | Emilio Croci Torti | Gestri  | m. t.      |